# Rudolf Sunderland

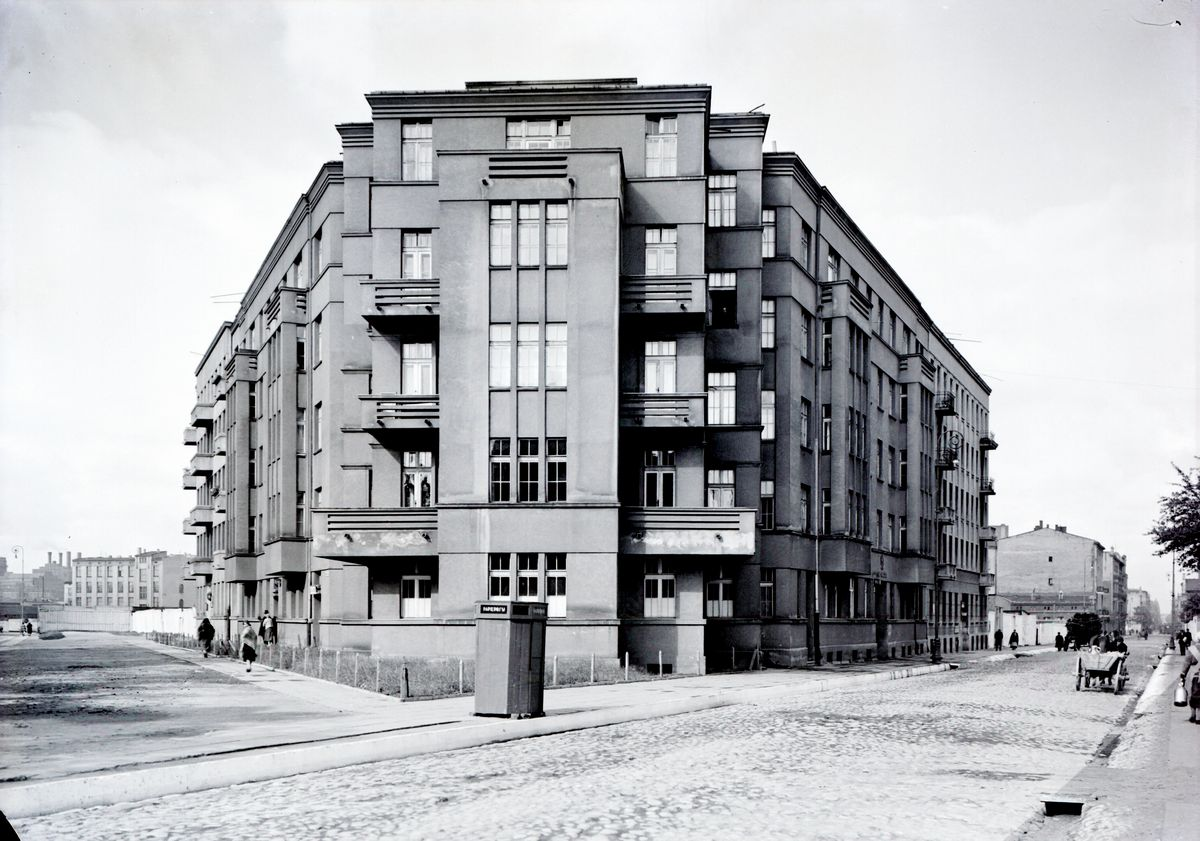
Kamienica Jakuba Fuksa i Abrama Sztajnsznajdera w Łodzi przy skrzyżowaniu ul. S. Jaracza i ul. Uniwersyteckiej, wg projektu Sunderlanda.

Rudolf Sunderland (ur. 1882 lub 1883 w Łodzi, zm. 1942) – polski architekt i urzędnik państwowy pochodzenia żydowskiego.

## Życiorys
Pochodził z rodziny angielskich żydów, przybyłych na początku XIX wieku do Polski. Był synem Seweryna Salomona Sunderlanda (1842–1920) i Gustawy Sunderland z d. Lesman (1854–1930). Jego żoną była Eleonora „Lola” Sunderland z domu Eiger (1887–1937). Był kuzynem poety – Bolesława Leśmiana. W Łodzi mieszkał przy ul. Zachodniej 85.
Był absolwentem Wydziału Architektury Politechniki Warszawskiej i  Politechniki Kijowskiej. Działał w Łodzi, gdzie w 1912 posiadał biuro przy ul. Cegielnianej 19. 
W latach 20. pracował jako radca budowlany w Okręgowej Dyrekcji Robót Publicznych. W 1928 był przewodniczącym komitetu budowy gmachu Sądu Okręgowego w Łodzi. W 1931 był kierownikiem Zarządu Gmachami Państwowymi w Łodzi. W latach 30. był naczelnikiem Wydziału Zarządu Gmachów i Placów Państwowych Ministerstwa Spraw Wewnętrznych. 
Był sędzią konkursowym licznych konkursów architektonicznych. Był członkiem Komisji Rewizyjnej Koła Architektów w Stowarzyszeniu Techników w Łodzi oraz członkiem Stowarzyszenia Architektów RP, a także zastępcą członka Warszawskiej Dyrekcyjnej Rady Kolejowej. 

## Realizacje
- Grand Hotel w Łodzi (współautor przebudowy; 1921)[15],
- kamienica przy ul. Pomorskiej 41a w Łodzi (1927)[7],
- Kamienica Jakuba Fuksa i Abrama Sztajnsznajdera(inne języki), dawny Sąd Grodzki, ulic S. Jaracza 71 i ul. Uniwersytecka 18, Łódź (1927–1928)[2],
- zajezdnia tramwajowa Dąbrowskiego, ul. J. Kilińskiego 245, Łódź (1928)[2][3].

## Odznaczenia
- Złoty Krzyż Zasługi (1931) – za zasługi w służbie państwowej[9],
- Krzyż Kawalerski Orderu Odrodzenia Polski (1938)[16][17] – za zasługi w służbie państwowej[17].